# Ödön
Ödön ist ein ungarischer männlicher Vorname.

## Herkunft und Bedeutung
Ödön ist die ungarische Form von Edmund.

## Bekannte Namensträger
- Ödön Bodor (1882–1927), ungarischer Leichtathlet und Fußballspieler
- Ödön Földessy (1929–2020), ungarischer Leichtathlet
- Ödön von Horváth (1901–1938), österreichisch-ungarischer Schriftsteller
- Ödön Lechner (1845–1914), ungarischer Architekt
- Ödön Márffy (1878–1959), ungarischer Maler und Graphiker
- Ödön Mihalovich (1842–1929), ungarischer Komponist
- Ödön Pártos (1907–1977), israelischer Komponist ungarischer Herkunft
- Ödön Rádl (1856–1916), ungarischer Jurist und Schriftsteller
- Ödön Radvány (1888–1959), ungarischer Ringer
- Ödön Széchenyi (1839–1922), ungarischer Feuerwehrpionier, Pascha in Istanbul
- Ödön Tersztyánszky (1890–1929), ungarischer Fechter
- Ödön Tömösváry (1852–1884), ungarischer Zoologe und Entomologe
- Ignác Ödön Udvardy (1877–1961), ungarischer Maler
- Ödön Zombori (1906–1989), ungarischer Ringer